# 中国人民解放军陆军合成第七旅
合成第七旅（英語：7th Combined Arms Brigade），又称“铁拳劲旅”，是中国人民解放军陆军第八十一集团军下辖的一个重型合成旅，驻地山西省大同市。

## 概述
该旅由装甲第七旅大部改编而来，2017年改为现有编制。
1968年9月10日，坦克第七师在山西省大同市成立，下辖：
- 坦克第二十五团（前北京军区独立坦克第二团）
- 坦克第二十六团（前坦克自行火炮第二三三团）
- 坦克第二十七团（前坦克自行火炮第三一二团）
- 坦克第二十八团（前坦克自行火炮第三九八团）

1976年4月，坦克第二十六团调出为陆军第六十九军直属坦克团。1983年，组建装甲步兵团与炮兵团。该师在1970至1980年代时装备69式坦克，是全军唯一装备该型坦克的单位。
1985年，坦七师划归陆军第二十八集团军建制，坦克第二十八团调出改编为步兵第一八八师坦克团，原先的坦克第二十六团随着陆军第六十九军被撤销后回到了坦七师。此时的坦七师下辖：
- 坦克第二十五团
- 坦克第二十六团
- 坦克第二十七团
- 装甲步兵团
- 炮兵团

1998年，随着陆军第二十八集团军被裁撤，坦七师被缩编为装甲旅，改编为陆军第六十三集团军装甲旅。2003年，陆军第六十三集团军被裁撤，改编为陆军第二十七集团军装甲旅。
2011年，所有装甲旅均被授予数字番号，该旅重新获得“七”的番号数字，为装甲第七旅。2017年改编为合成第七旅。

## 沿革
| 部隊番號                 | 使用時期                 |
| ------------------------ | ------------------------ |
| 坦克第七师               | 1968年9月10日-1998年10月 |
| 陆军第六十三集团军装甲旅 | 1998年10月-2003年10月    |
| 陆军第二十七集团军装甲旅 | 2003年10月-2011年12月    |
| 装甲第七旅               | 2011年12月-2017年2月     |
| 合成第七旅               | 2017年2月至今            |